# Shinsei Ryū
Shinsei Ryū (en japonais 笠 真生, Ryū Shinsei), né en 1976 ou 1977, est un physicien théoricien japonais qui étudie la physique du solide. Il est professeur à l'université de l'Illinois à Urbana-Champaign.
Ses travaux portent sur la théorie des systèmes à l'état solide dans lesquels les phénomènes de mécanique quantique et topologiques jouent un rôle particulier. Par exemple, les supraconducteurs non conventionnels, les nanotubes et graphène de carbone, et les isolateurs topologiques. Il a également appliqué des méthodes de la théorie des cordes.
En 2015 il a reçu le prix Nishina.